# Drosophila alfari
Drosophila alfari är en tvåvingeart som beskrevs av Sturtevant 1921. Drosophila alfari ingår i släktet Drosophila och familjen daggflugor.
Artens utbredningsområde är Costa Rica.